# 漢越語
漢越語（かんえつご、ベトナム語: Từ Hán-Việt／詞漢越）とは、ベトナム語における漢語・漢字語の語彙を言う。

## 概要
ベトナム語では日本語や朝鮮語と同様、大量の漢語が使用された。これらの語彙はベトナム固有の伝承漢字音を使っている点で単なる借用語とは異なる。
現在のベトナムでは漢字そのものは使われていないものの、漢語の数はむしろ増加し、現在もベトナム語において重要な役割を果たしている。新聞などでは70%の語彙が漢語であるという。

## 特徴
ベトナム語は、中国語と親縁関係は認められていないものの、日本語や朝鮮語と異なって中国語と同様の声調を持つ複雑な音節構造をもった単音節言語的な孤立語であったため、漢語を受け入れやすく、また nhân（因、……のために）、tuy（雖、……だが）、do（由、……によって）、cùng（共、……とともに）などの文法的な語彙にも漢語が多く使われている。多音節語でも huống hồ（況乎、なおさら）、đại khái（大概）、bất đắc dĩ（不得已）などがある。親族名称（他人に対する呼称としても使用）にも ông（翁、祖父・成人男子）、bà（婆、祖母・成人女子）、 cô（姑、父方の叔母(おば)・若い女性）のように漢語が多用されるが、漢語という意識はほとんどなされない。
その一方、語順が中国語と異なるため、「電車」を「xe điện（車電）」、「学校」を「trường học（場学）」のように修飾語が被修飾語に後置される現象が多く見られる。
大学生を「sinh viên（生員）」と呼ぶのは科挙が20世紀まで行われていたというベトナム固有の事情が原因である。
かつては、西洋の固有名詞さえも中国の漢字音訳をベトナム伝承漢字音で読み、ナポレオンを Nã phá luân（拿破倫）のように呼んでいたが、最近は直接西洋の音から借用するようになっている。

## 分類
川本邦衛は、現代ベトナム語の漢語を中国の古典からの借用という狭義にとり、それ以外を含む広い意味の語彙を「漢字語」と称している（この記事では「漢字語」を含む）。川本は漢字語を以下の5種類に分類している。
1. 古典的漢語（日本漢語からの借用を含む）
2. 近代中国で発展した語彙。hỏa xa（火車）は汽車を意味する。
3. 古典的漢語だが、ベトナムでいちじるしく異なる意味を持つもの
4. ベトナムで形成された漢字語彙：bắc sử（北史）は中国の歴史を意味する
5. 重箱読み・湯桶読み：áo dài （アオザイ）の áo は「襖」だが、dài は固有語。また、áo sơ-mi（シャツ）では sơ-mi がフランス語 chemise の借用語。

## 歴史
現在のベトナム北部は紀元前から中国系の王朝の支配を受け、漢文化がベトナムに伝えられた。しかし、古い時代にはベトナムでの漢語の使用は限定的であった。隋・唐時代には仏僧の間に漢文の知識が普及した。本格的に漢語が使われるようになったのは10世紀以降、むしろベトナムが独立王朝を開いてからであった。ベトナムの伝承漢字音も主要な部分はこのころに成立したと考えられる。
15世紀の前期黎朝時代には中国の影響を受けた刑律が作られ、科挙制度も完成された。
漢字を廃止してから、漢語を固有語で置きかえることも行われたが（飛行機を phi cơ（飛機）から máy bay に改めるなど）、新たに作られた漢語もある（máy vô tuyến truyền hình（無線伝形、テレビ）など）。

## 他言語の漢字語との違い
日本語や朝鮮語における漢字語にも元の中国にない単語や表現があるように、漢越語にもベトナム語特有の表現がある。例えばキリスト教の「牧師」については「linh mục（靈牧）」と表現するが、これは他の漢字文化圏にはないものである。また、他の漢字文化圏での「理論」の意味に対応する言葉を「lý thuyết（理說）」と表記するが、これは古代中国語にあった単語を「theory」の訳語として用いたものである。アメリカ合衆国の公式名称は「Hoa Kỳ（花旗）」と呼ばれ、こちらは中国語では米国の国旗を指す表現である。
単語が同じ意味が全く違ったり語彙の意味が新しく変わった場合がある。ベトナム語の「giám đốc（監督）」は「理事」を意味する。また、「sinh viên（生員）」という表現は昔は過去の試験を準備する受験生を意味する言葉であったが、今では「大学生」の意味で使われている。
和製漢語はベトナムにも導入され、中国語やベトナム語とも共通している。しかし、中国やベトナムにおいて語彙が既に存在していた場合は和製漢語が淘汰されたケースも存在する。このような場合は日本語と朝鮮語のみで共通の語彙が用いられ、中国語およびベトナム語では異なる語彙が用いられている。全体的に西欧由来の概念語彙や抽象語彙は共通であるのに対し、具体的な語彙は異なる表現であることが多い。
| 日本語     | ベトナム語           | ベトナム語 |
| 日本語     | チュ・クオック・グー | 常用漢字   |
| ---------- | -------------------- | ---------- |
| 医師       | bác sĩ, bác sỹ       | 博士       |
| 地図       | bản đồ               | 版図       |
| 博物館     | bảo tàng             | 宝蔵       |
| デモ       | biểu tình            | 表情       |
| 学士       | cử nhân              | 挙人       |
| 能力       | khả năng             | 可能       |
| 裏切ること | phản phúc            | 反覆       |
| 手段       | phương tiện          | 方便       |
| 大学生     | sinh viên            | 生員       |
| 事故       | tai nạn              | 災難       |
| 天気       | thời tiết            | 時節       |
| 図書館     | thư viện             | 書院       |
| 博士       | tiến sĩ, tiến sỹ     | 進士       |

| 日本語             | ベトナム語             | ベトナム語 |
| 日本語             | チュ・クオック・グー   | 常用漢字   |
| ------------------ | ---------------------- | ---------- |
| マルチメディア     | đa phương tiện         | 多方便     |
| 特殊部隊           | đặc công               | 特攻       |
| 領海               | hải phận               | 海份       |
| 誇りに思うこと     | hãnh diện              | 倖面       |
| マスク             | khẩu trang             | 口装       |
| 性的虐待           | lạm dụng tình dục      | 濫用情慾   |
| 丁寧               | lịch sự                | 歴事       |
| 犠牲者             | nạn nhân               | 難人       |
| 芸術家             | nghệ sỹ, nghệ sĩ       | 芸士       |
| ラジオ放送         | phát thanh             | 発声       |
| 音訳               | phiên âm               | 翻音       |
| 乗り物、交通手段   | phương tiện giao thông | 方便交通   |
| 刑務官             | quản giáo              | 管教       |
| 性交               | quan hệ tình dục       | 関係情慾   |
| 重要               | quan trọng             | 関重       |
| またね、さようなら | tạm biệt               | 暫別       |
| 美容院             | thẩm mỹ viện           | 審美院     |
| 刑務所             | trại giam              | 寨監       |
| テレビ             | truyền hình            | 伝形       |
| 看護師             | y tá                   | 医佐       |

| 日本語 | 朝鮮語          | 中国語      | ベトナム語                       |
| ------ | --------------- | ----------- | -------------------------------- |
| 飛行機 | 비행기 / 飛行機 | 飞机 / 飛機 | máy bay / 𣛠𩙻 phi cơ / 飛機     |
| 汽車   | 기차 / 汽車     | 火车 / 火車 | tàu hỏa / 艚火                   |
| 野球   | 야구 / 野球     | 棒球        | bóng chày / 𣈖持                 |
| 会社   | 회사 / 會社     | 公司        | công ty / 公司                   |
| 写真   | 사진 / 寫眞     | 照片        | nhiếp ảnh / 攝影                 |
| 映画   | 영화 / 映畵     | 电影 / 電影 | điện ảnh / 電影                  |
| 空港   | 공항 / 空港     | 机场 / 機場 | sân bay / 𡓏𩙻 phi trường / 飛場 |
| 時間   | 시간 / 時間     | 时间 / 時間 | thời gian / 時間                 |
| 駅     | 역 / 驛         | 站          | ga（フランス語の gare に由来）   |